# جان استرانگ (بازیگر پورنوگرافی)
جان استرانگ (انگلیسی: John Strong؛ زاده ۹ آوریل ۱۹۶۹) یک بازیگر پورنوگرافی اهل ایالات متحده آمریکا است. 